# Wilhelm (Nassau)

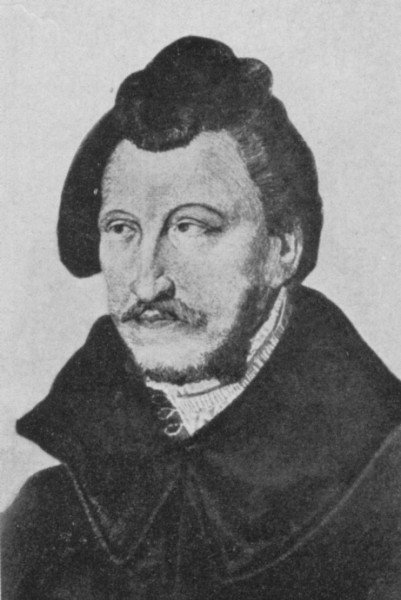
Graf Wilhelm der Reiche

Wilhelm genannt der Reiche (* 10. April 1487 in Dillenburg; † 6. Oktober 1559 ebenda) war von 1516 bis 1559 regierender Graf von Nassau-Dillenburg, Siegen, Vianden und Diez.

## Leben

### Abstammung
Wilhelm war ein Sohn des Grafen Johann V. von Nassau-Diez und der Landgräfin Elisabeth von Hessen (1466–1523), der ältesten Tochter des Landgrafen Heinrich III. von Hessen. Wilhelm wurde nach dem Tod seines Vaters 1516 Graf von Nassau-Dillenburg.
Wilhelms älterer Bruder Heinrich III. hatte bereits 1504 den nassauischen Besitz in den Niederlanden von Johanns V. Bruder Engelbert II. geerbt, so dass die deutschen Erblande dieser nassauischen Linie für Wilhelm frei wurden.

### Regierung
Wilhelm wurde gemäßigter Lutheraner und führte 1533 in Nassau-Dillenburg die Reformation ein. Er war seit 1535 Mitglied im Schmalkaldischen Bund, blieb aber gegenüber Kaiser Karl V. loyal.
Wenig ehrgeizig lehnte Wilhelm 1528 die Statthalterschaft von Luxemburg ab. Er förderte die Landwirtschaft und gründete Schulen.
Am 14. November 1537 führte Wilhelm der Reiche eine vollständige Gewerbefreiheit auf dem Lande ein, nachdem ihm die Stadt Siegen die Steuern verweigerte. „Die stolzen Siegener neigten ihr Haupt vor Wilhelm dem Reichen“ dann am 29. Januar 1538, womit gemeint ist, dass sie in einem besonderen Vertrag die Steuerhoheit ihres Landesherrn anerkannten.
Wilhelm ließ seinen ältesten Sohn Wilhelm „den Schweiger“, der ursprünglich Lutheraner war, ab dessen 11. Lebensjahr römisch-katholisch erziehen, wofür der Kaiser im Gegenzug zusicherte, dass dieser die Erbschaften in den Niederlanden nebst dem Fürstentum Orange in Südfrankreich erben durfte, das Renatus, ein Neffe Wilhelms des Reichen, seit 1530 regierte. Renatus starb 1544, so dass seitdem Wilhelm der Schweiger souveräner Fürst von Oranien wurde und zur weiteren Ausbildung in die Niederlande geschickt wurde.
Nachfolger von Wilhelm als Graf von Nassau-Dillenburg wurde sein zweitältester Sohn, Johann.

## Nachkommen
Wilhelm der Reiche war zweimal verheiratet. Seine erste Frau war Walburga (* 29. Oktober 1490; † 7. März 1529; zweite Tochter des Johann III. von Egmond), die er 1506 in Koblenz geheiratet hatte. Sie hatten zwei Töchter:
- Elisabeth (1515–1523)
- Magdalena (1522–1567)

⚭ 1538 Graf Hermann von Neuenahr und Moers (1520–1578)
In zweiter Ehe heiratete er am 20. September 1531 Gräfin Juliana zu Stolberg, die 25-jährige Witwe des Grafen Philipp II. von Hanau-Münzenberg. Die Hochzeit fand auf dem Oberen Schloss in Siegen statt. Sie hatten zwölf Kinder:
- Wilhelm I. (der Schweiger) (1533–1584), Fürst von Oranien-Nassau
- Hermanna (* 1534, jung verstorben)
- Johann (1536–1606), Graf von Nassau-Dillenburg
- Ludwig (1538–1574), gefallen bei der Schlacht auf der Mooker Heide
- Maria (1539–1599)

⚭ 1556 Graf Wilhelm IV. von Bergh ’s-Heerenberg (1537–1586)
- Adolf (1540–1568), gefallen bei der Schlacht von Heiligerlee
- Anna (1541–1616)[2]

⚭ 1559 Albrecht von Nassau-Weilburg-Ottweiler (1537–1593)
- Elisabeth (1542–1603)

⚭ 1559 Graf Konrad von Solms-Braunfels (1542–1592)
- Katharina (1542–1624)

⚭  1560 Graf Günther XLI. von Schwarzburg-Arnstadt (1529–1583)
- Juliane (1546–1588)

⚭ 1575 Graf Albrecht VII. von Schwarzburg-Rudolstadt (1537–1605)
- Magdalena  (1547–1633)

⚭ 1567 Graf Wolfgang von Hohenlohe-Weikersheim (1546–1610)
- Heinrich (1550–1574), gefallen bei der Schlacht auf der Mooker Heide

Wilhelm der Reiche hinterließ auch noch einen Sohn Gottfried, den er mit einer Mätresse gezeugt hatte und welcher den adeligen Geschlechtsnamen von Nassau erhielt und der auch den nassauischen Löwen im Wappen führte. Graf Wilhelm und dessen Söhne versorgten Gottfried mit einem Lehen der um das Jahr 1547 im Mannesstamm ausgegangenen Linie des alten Adelsgeschlechtes von Nassau zu Löhnberg und mit einem Lehen zu Camberg. Das Geschlecht erlosch 1636 mit seinem Enkel Hans Wilhelm von Nassau.

## Trivia
Wilhelm machte hohe Schulden.
Wilhelm soll sich, einer in Melanchthons Schriften nicht belegten Überlieferung zufolge, einst an den Theologen Philipp Melanchthon gewandt haben, um ein Horoskop für seinen ältesten Sohn Wilhelm zu erstellen. Er prophezeite diesem das Erbe von Macht und Reichtum, ein turbulentes Leben und ein gewaltsames Ende, was alles auch eintrat.